# 汽車維修設備
汽車維修設備，指汽車維修廠的各項設備。由於現代的車主愈來愈重視汽車定期保養，汽車維修廠也多兼營汽車保養業務，兩者所需設備相近，故亦可稱之為汽車保養設備或汽車保修設備。汽車維修設備一般可以分為汽車診斷設備、檢測分析設備、養護清洗設備、鈑金烤漆設備、輪胎設備、保養用品、維修工具、機械設備等。
- 養護清洗設備：包括自動變速箱清洗換油機、動力轉向換油機、黃油加注機、拋光機、打蠟機等。

- 鈑金烤漆設備：包括烤漆房、烤漆燈、調漆房、噴槍等。

- 輪胎維修設備：包括空壓機、平衡機、拆胎機、充氮機、補胎機等。

- 保養用品：包括修補漆、潤滑油、防銹劑、汽車蠟、冷媒、粘合劑等。

- 機械設備：包括平板式頂高機、雙柱頂高機、千斤頂等。

- 手工具：包括扳手、螺絲起子等。[2]